# Канівська четвірка
«Канівська четвірка» — політична коаліція чотирьох опозиційних кандидатів на президентських перегонах восени 1999 року на противагу чинному президенту країни Леоніду Кучмі.

## Історія
Напередодні президентських виборів, 24 серпня, на День незалежності, у місті Канів Черкаської області чотири опозиційні політики оголосили про створення першої в історії незалежної України політичної коаліції — «Канівської четвірки». До її складу ввійшли депутати, які мали політичний досвід і були опозиційно налаштовані до влади: чинний голова Верховної Ради України Олександр Ткаченко, колишній голова Верховної Ради України Олександр Мороз, перший голова Служби безпеки України Євген Марчук та чинний міський голова Черкас Володимир Олійник.
Згідно з домовленостями учасників, вони мали висунути від «четвірки» одного кандидата.
Президент України Леонід Кучма відповів на питання журналістки сайту «Інтерфакс-Україна» Олени Притули з цього приводу, під час прес-конференції у Донецьку 27 серпня 1999 року:
«По-перше, треба перестати обманювати своїх виборців. Якщо у них щось є, варто приймати рішення сьогодні і сказати - є у нас один кандидат. Потім, мені все це їх звернення нагадує ГКЧП. Вони пропонують зробити державний переворот, в той же час звинувачують Президента у диктатурі. Да якщо б не диктатура, їх би вже нікого не було. Це знущання, що ті люди, які визнають державу Україна, які не брали участь у святкуванні державного Дня Незалежності 23-24 серпня, їдуть на могилу совісті та честі України Тараса Шевченка і практично закликають до зміни державного устрою. А давайте-но подивимося на їх електорат. Мороз — лівий наче би, хоча його «качає», якщо він в Україні, то він лівий, якщо в Сполучених Штатах Америки — він правий. Марчук, у нього електорат який-то? Я не буду казати, хто його підтримує, ви і самі про це добре знаєте. Олійник повністю заперечує комуністичні ідеї, що спільного у Мороза з цією людиною? Мені здається, там не вистачає ще однієї людини — Лазаренка. Ось це би компанія була.»
Проте вже після того, як єдиним кандидатом було оголошено Євгена Марчука, Олександр Мороз публічно відмовився від домовленостей і на Президентські вибори пішов самостійно. Напередодні виборів Олександр Ткаченко зняв свою кандидатуру на користь лідера Компартії України Петра Симоненка, а 27 жовтня Володимир Олійник зняв свою кандидатуру на користь Євгена Марчука.
В підсумку на виборах Президента України восени 1999 року жоден з учасників четвірки не зміг вийти в другий тур. Мороз став третім, Марчук — п'ятим, а президентом вдруге став Леонід Кучма.

## Учасники

Олександр Ткаченко
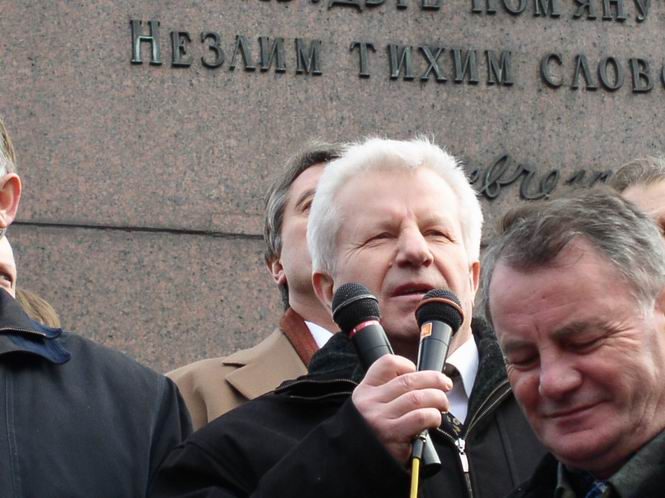
Олександр Мороз
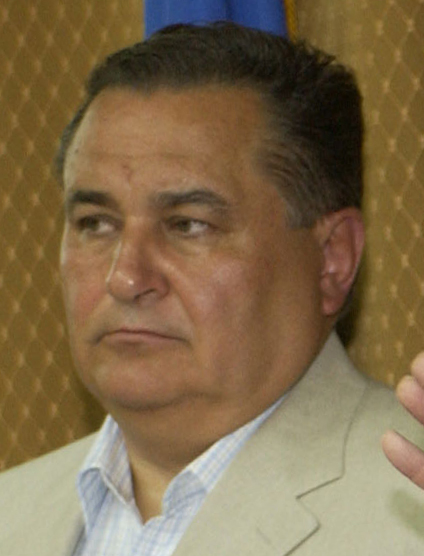
Євген Марчук
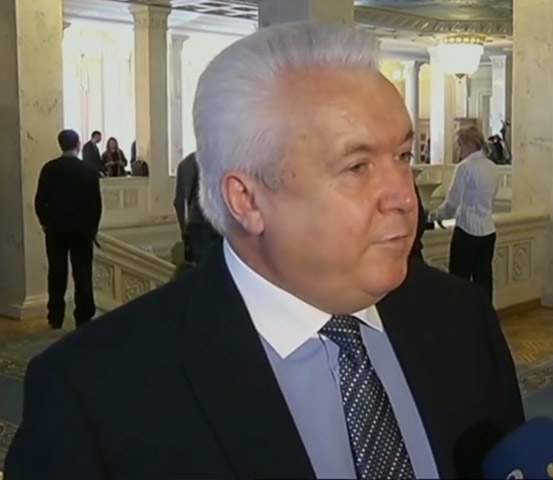
Володимир Олійник